# Cobra-do-mar-pelágio
A cobra-do-mar-pelágio (Pelamis platura, por alguns classificada como Hydrophis platurus), vulgarmente conhecida como serpente-de-barriga-amarela-do-mar ou serpente-marinha-pelágica, é uma espécie de cobra marinha que possui coloração amarelada. A depende da classificação, é o único membro do gênero Pelamis. Em literatura, seu nome científico também aparece grafado erroneamente Pelamis platurus, tendo a terminação sido corrigida para platura.
As cobras-do-mar-pelágio habitam nas águas marítimas tropicais e subtropicais, e costumam se alimentar de animais aquáticos e crustáceos, ocorre a liberação de em média 90 e 100 mg de veneno a cada mordida, o suficiente para matar cerca de 100 humanos com uma única mordida.